# Тушеті (національний парк)
Націона́льний парк Туше́ті — національний парк на Східному Кавказі в Грузії заснований у 2003 році.
З 2003 року охоронні території Тушеті включають 10694 га природного заповідника, 83453 га національного парку і 27903 га ландшафтного заповідника.
Національний парк є притулком для безлічі рідкісних і зникаючих видів тварин. Там також зростають ендемічні рідкісні рослини, унікальні соснові ліси і безліч лісоутворюючих видів дерев, таких як береза і високогірний дуб (Quercus marcanthera, Sorbus caucasigena і Salix carpea). Деякі ссавці, що населяють цей регіон, включають ендемічні кавказькі підвиди тварин, включаючи прикаспійського вовка, кавказьку сарну, кавказьку рись і східно- і західнокавказьких турів. Однією з основних цілей створення Національного заповідника Тушеті був захист рідкісного виду дикого козла. Також тут проживають різноманітні види птахів, серед них бородачі, кавказькі тетеруки, кавказькі гірські індички і фазани.
На спеціальних туристичних маршрутах відвідувачі можуть досліджувати цей гірський парк, прогулюючись пішки, верхи або на іншому засобі пересування.
З 2003 року парк охороняє історичні тушетійські села, розташовані на кордоні з ним. Туристи можуть відвідати ці чарівні села (Дікло, Шенако, Дартло, Квавло, та ін.), де все ще є унікальні пам'ятки культурної спадщини.